# Svartholmen, Helsingfors
Svartholmen, finska: Mustasaari, är en ö i Finland. Den ligger i Finska viken och i kommunen Helsingfors i den ekonomiska regionen  Helsingfors i landskapet Nyland, i den södra delen av landet. Ön ligger nära Helsingfors.
Öns area är 5,3 hektar och dess största längd är 440 meter i sydöst-nordvästlig riktning. Ön höjer sig omkring 20 meter över havsytan.Runt Svartholmen är det i huvudsak tätbebyggt.